# Ede Staal
Ede Ulfert Staal (Warffum, 2 agosto 1941 – Delfzijl, 22 luglio 1986) è stato un cantautore e poeta olandese, che scriveva brani e versi prevalentemente in Gronings.

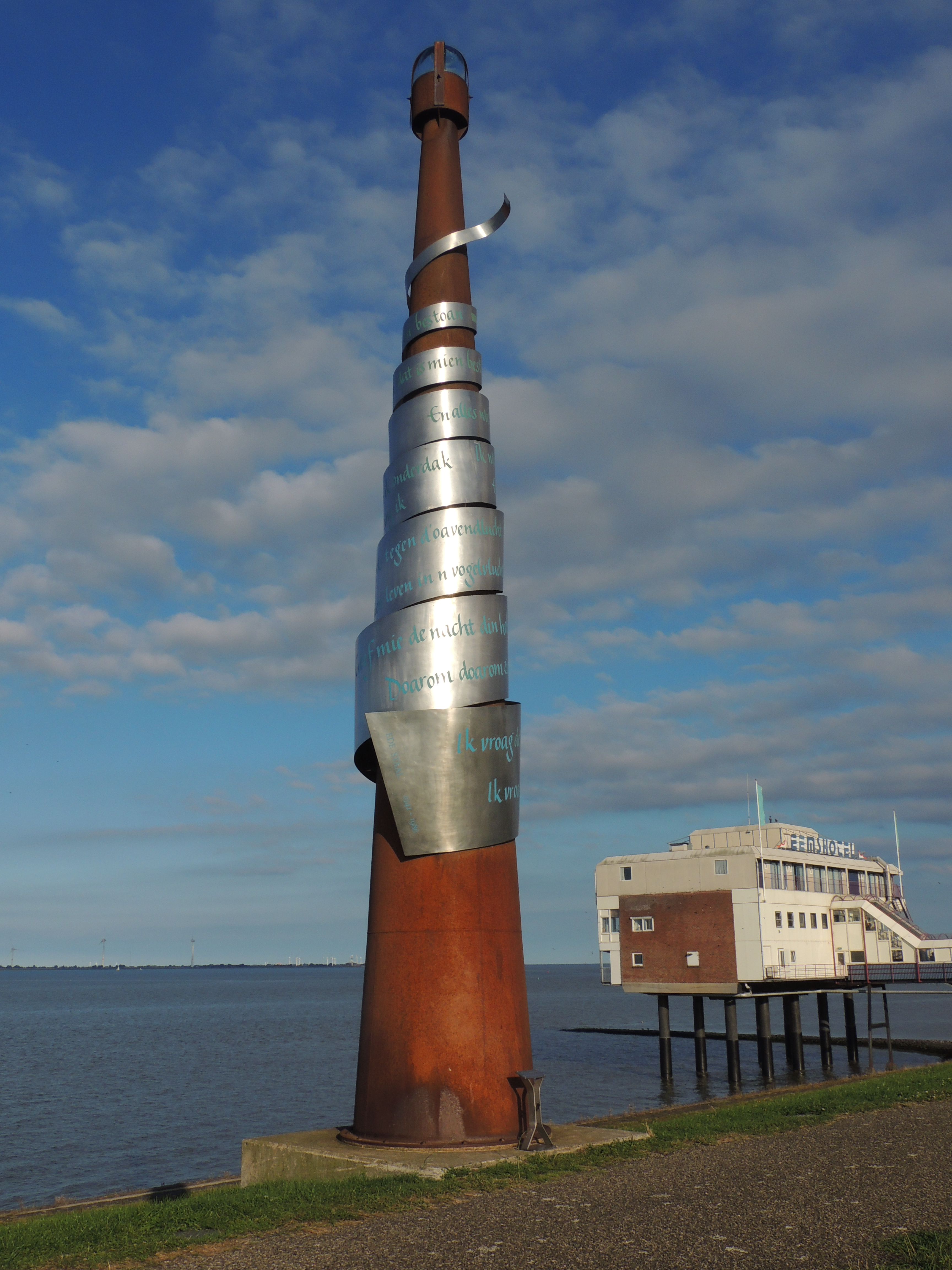
Monumento con versi di Ede Staal a Delfzijl

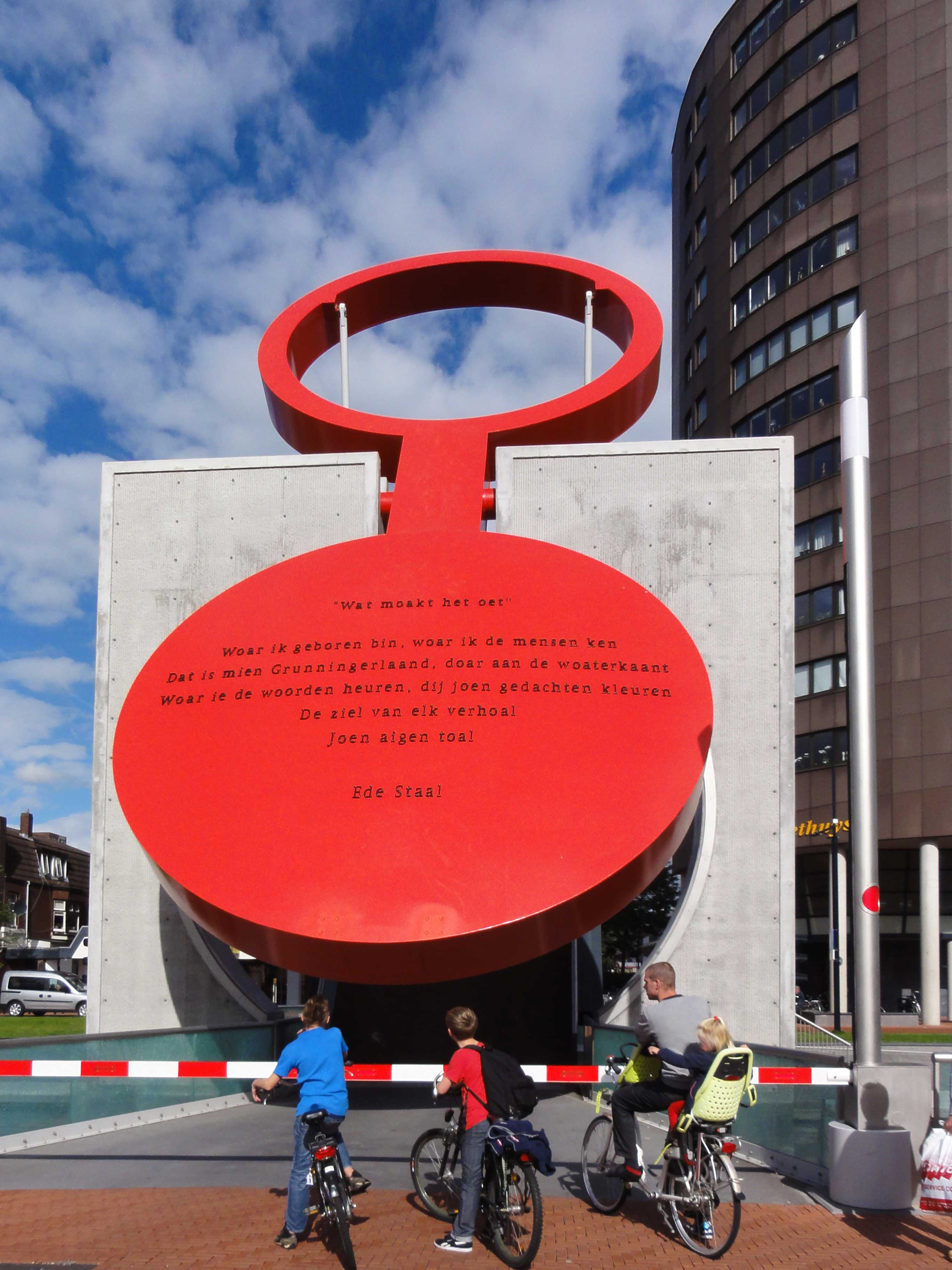
Monumento con versi di Ede Staal nell'Eurobrug

Nel corso della sua breve vita e carriera, incise 2 album, Mien Toentje (1984) e As vaaier woorden (1986, uscito postumo).

## Biografia
Nel 1984, pubblica per l'etichetta Mollebone Music il suo primo album, che contiene 13 brani in Gronings e che si rivela un successo.
L'anno seguente deve sottoporsi però ad un'operazione chirurgica per l'asportazione di un tumore, operazione dalla quale non si riprenderà più.
Muore il 22 luglio 1986 a Delfzijl a soli 44 anni.
Nell'ottobre dello stesso anno, esce postumo il suo secondo album, intitolato As vaaierwoorden.

## Discografia

### Album
- Mien Toentje (1984)
- As vaaier woorden (postumo, 1986)
- Zuzooien op zundagmörn (postumo, 1993)
- Hear my song - as 't boeten störmt (postumo, 1996)
- Doarom zing ik (postumo, 1995)

### Singoli
- I'm in the Blues (1973)
- Mien Toentje (1983)
- Het het nog nooit zo donker west (1984)
- Zalstoe aaltied bie mie blieven (postumo, 1997)
- I'm in the Blues (postumo, 2005)

## Omaggi postumi
- Nel 2000, fu aperta una mostra in onore di Ede Staal nella tenuta di Verhildersum a Leens, mostra visitata da 65.000 persone, di cui 13.000 nelle prime sei settimane.[2]
- Il 28 e 29 giugno 2001, fu tenuto un concerto in onore di Staal, con brani del cantautore eseguiti dai cantanti  Arno van der Heyden ( del Trio Kloosterboer) e Rika Dijkstra accompagnati dalla Noord-Nederlands Orkest [2]

## L'opera di Ede Staal nella cultura di massa
- Nel 1998 uscì un film ("La sposa polacca") del regista Karim Traïda basato sul brano di Staal 't Hogelaand, brano che si può udire nel film[2]